# Tempio E di Selinunte

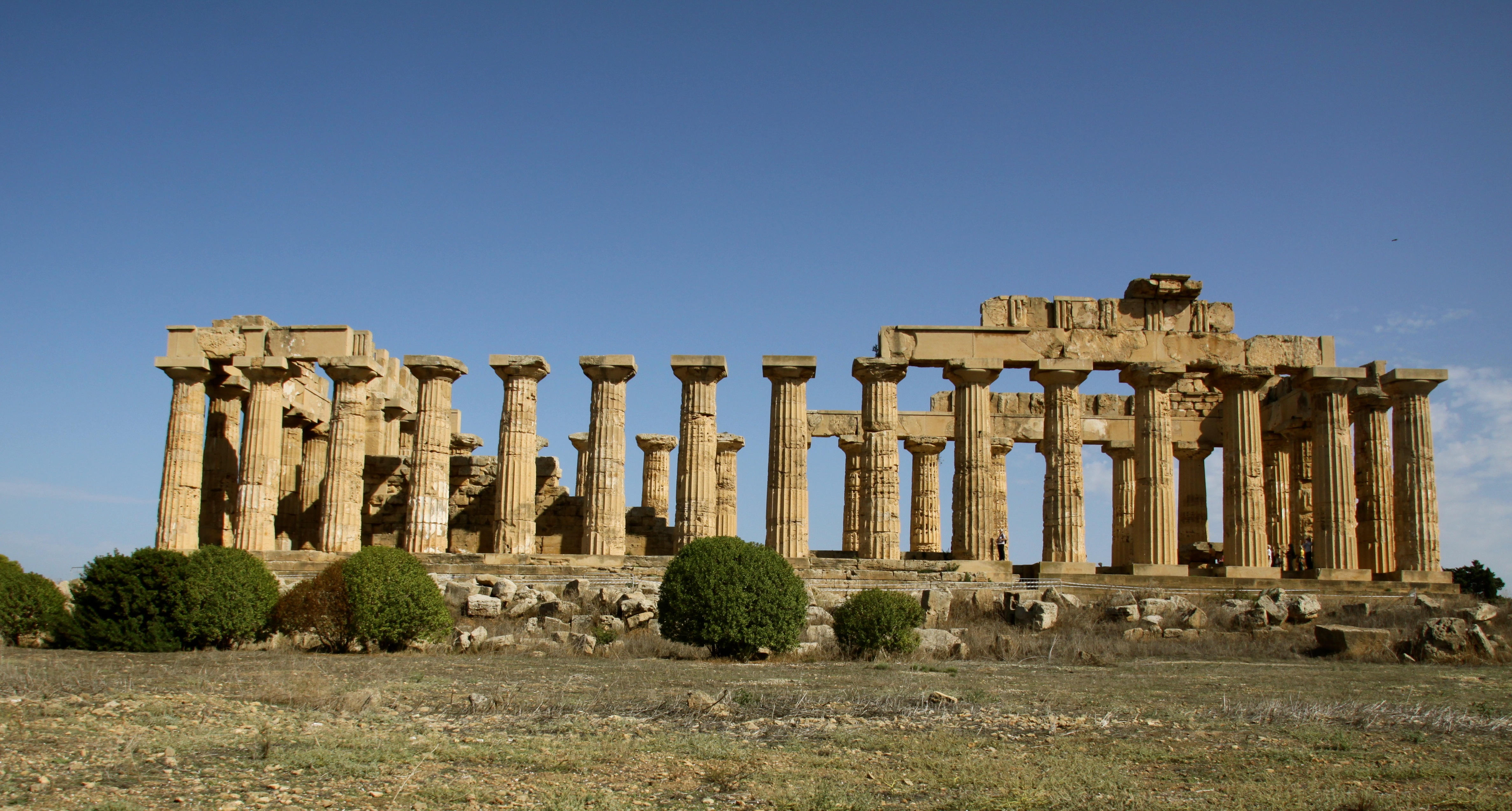
Il Tempio E

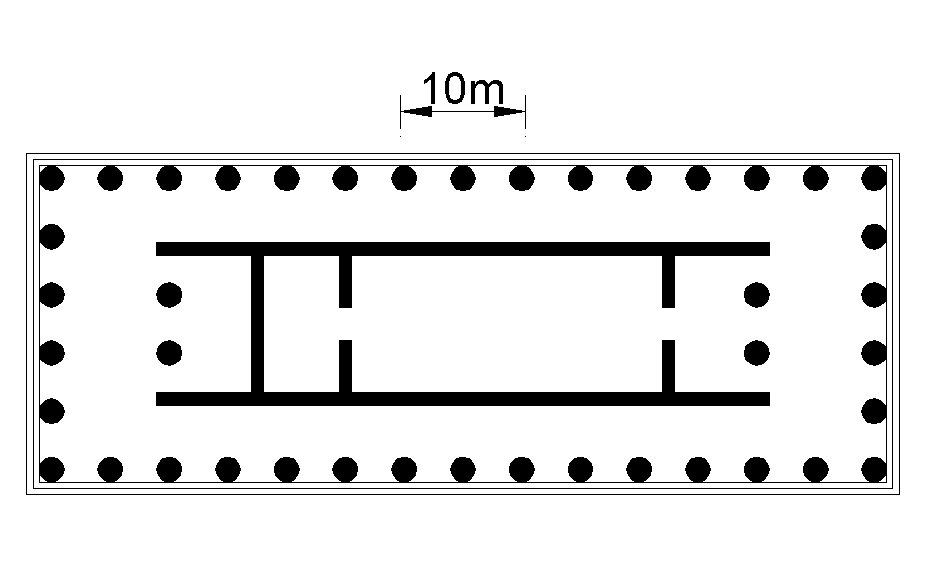
Pianta del tempio

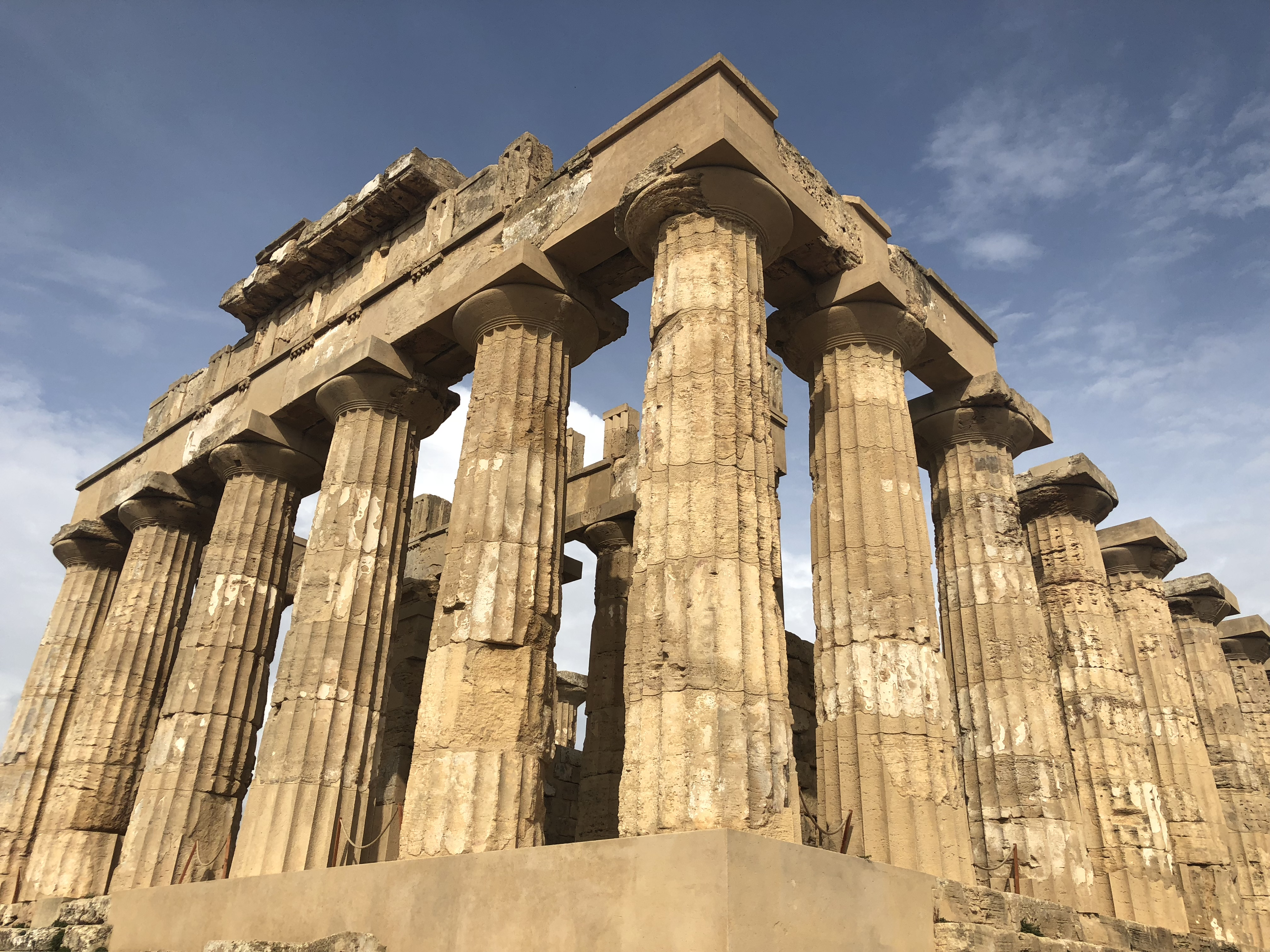
Vista ravvicinata del tempio E

Il Tempio E o tempio di Era a Selinunte, in Sicilia, è un tempio greco di ordine dorico.
Fu realizzato verso la prima metà del V secolo a.C. sulle fondamenta di edifici più antichi. Si tratta del tempio meglio conservato di Selinunte, anche se il suo attuale aspetto si deve all'anastilosi (ricostruzione) effettuata, tra le polemiche, nel 1959.
Consacrato ad Era, si trova sulla collina ad est dell'acropoli della città.
Il tempio, periptero, appartiene al periodo di transizione tra dorico arcaico e periodo classico e presenta un peristilio con sei colonne sul fronte (esastilo) e quindici sui lati lunghi, avendo per conseguenza una disposizione planimetrica insolitamente allungata. La conformazione planimetrica comprende il naos, piuttosto stretto e senza colonnato interno, il pronao, l'adyton con il pavimento rialzato, ed anche l'opistodomo.
Sono presenti diversi accorgimenti ottici, tipici dell'ordine dorico: la forte rastremazione delle colonne, la contrazione angolare, l'ampliamento delle ultime metope.
Il fregio presenta metope figurate databili intorno al 470 a.C. che mostrano l'evoluzione verso lo stile classico, in particolare quelle che rappresentano Zeus ed Era e Artemide ed Atteone.